# 大頜黏鰧
大頜黏鰧（學名：Myxodagnus macrognathus），為輻鰭魚綱䲁形目指鰧科黏鰧屬的一個種，分布於東南太平洋墨西哥及祕魯海域，深度1至20公尺，體細長，至尾部逐漸變細，頭部呈尖錐狀，下顎突出，眼不長於柄，長於吻部，上下唇具皮瓣，上唇10枚，下唇17枚，鼻孔管狀，背鰭連續，起點約略在臀鰭起點前，背鰭硬棘9-11枚、背鰭軟條27-31枚、臀鰭軟條36-39枚，側線連續或斷續，在第5-8背棘下方彎曲，鱗片光滑，頭腹無鱗，側線鱗片51枚，體色多變，頭部有斑點或斑紋，通常背部中央有一條深色條紋，上側有兩條細深色條紋，尾鰭有1-2條條紋，體長可達6公分，棲息在有沙底質海域，生活習性不明。